# Giovanni Spinola
Giovanni Spinola (ur. 31 lipca 1935 w Gravedona, zm. 19 października 2020 tamże) – włoski wioślarz (sternik), srebrny medalista olimpijski.

## Kariera
Wystąpił na igrzyskach olimpijskich w Tokio w 1964, gdzie Włosi w składzie: Renato Bosatta, Emilio Trivini, Giuseppe Galante, Franco De Pedrina i Giovanni Spinola zajęli drugie miejsce w czwórkach ze sternikiem. Uplasowali się o 2,44 sekundy za Wspólną Reprezentacją Niemiec i 3,62 sekundy przed Holendrami. Był to jego jedyny start olimpijski.
Ponadto zdobył brązowy medal w czwórce ze sternikiem na mistrzostwach Europy w Amsterdamie (1964). 